# Adeliges Damenstift Innsbruck

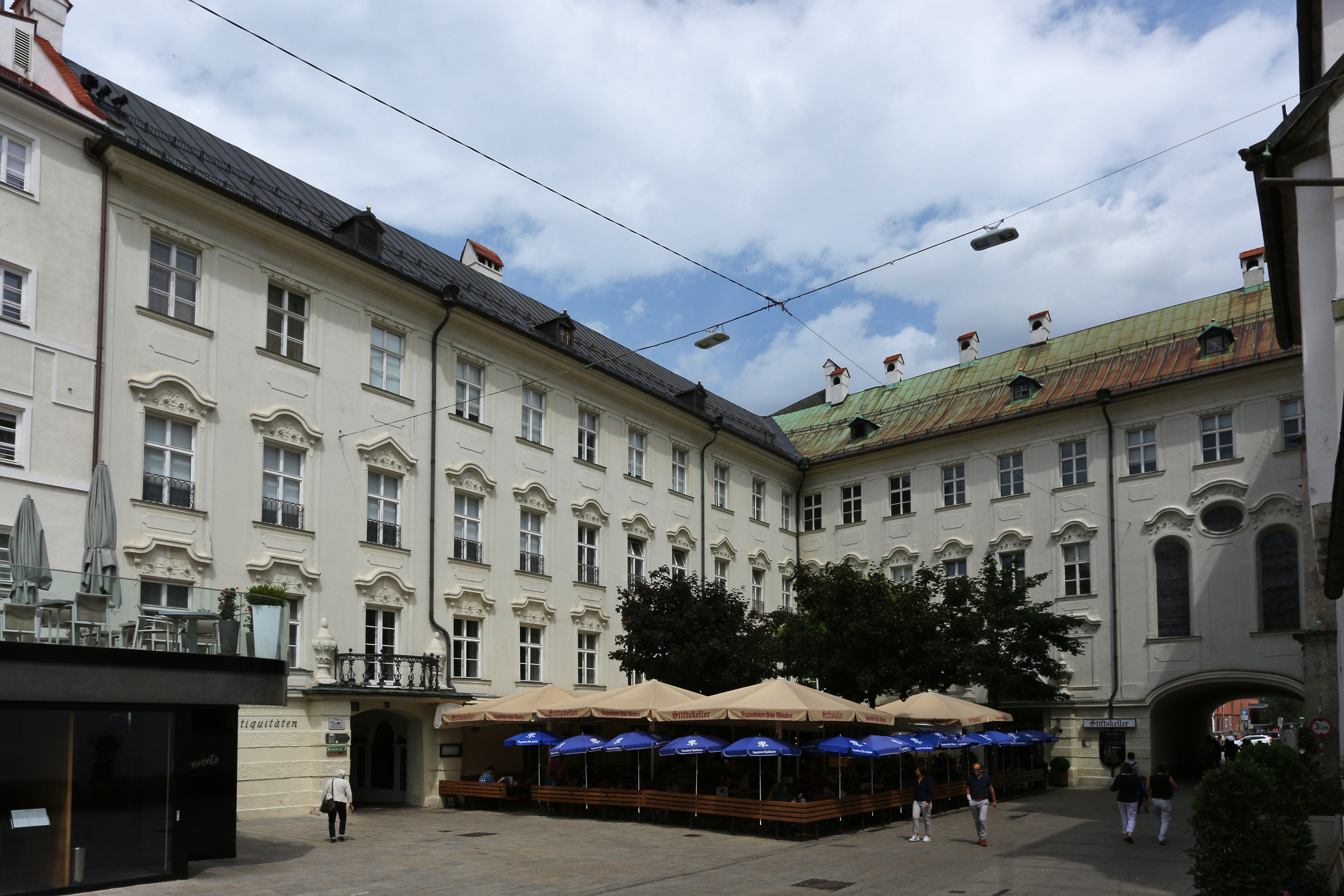
Adeliges Damenstift, Fassade zum Burggraben

Das Adelige Damenstift Innsbruck ist ein weltliches Frauenstift in Innsbruck.

## Geschichte

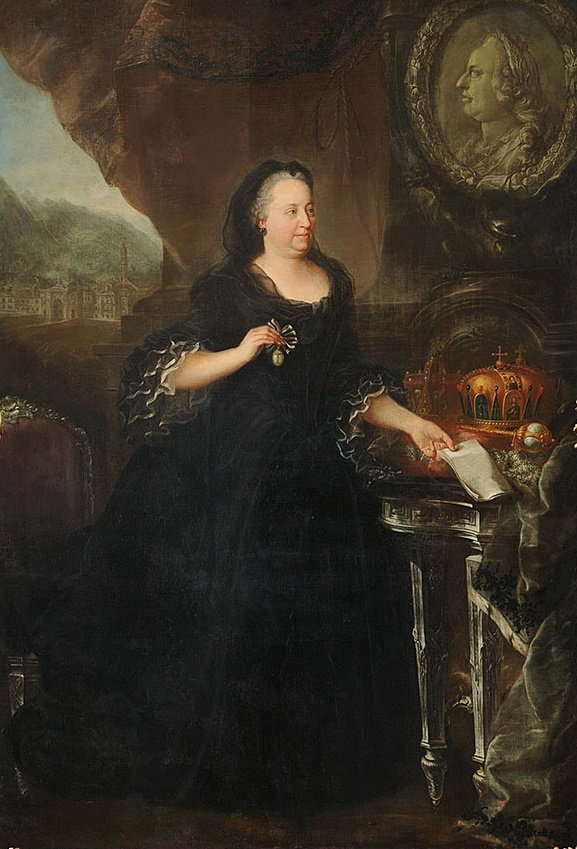
Kaiserin Maria Theresia als Gründerin des Adeligen Damenstifts Innsbruck (mit Ordenszeichen und Stiftungsurkunde). Oben rechts das Medaillon ihres verstorbenen Gatten.

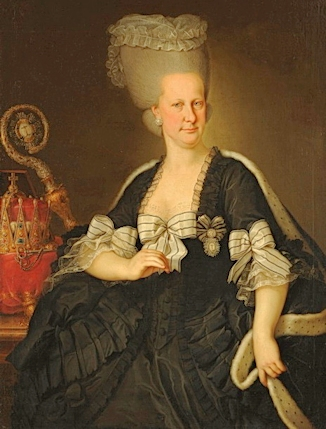
Erzherzogin Maria Elisabeth von Österreich als Äbtissin des Damenstifts Innsbruck, mit Stab, Ordenstracht und Ordenszeichen

Kaiser Franz I. Stephan starb am 18. August 1765 unerwartet an einem Schlaganfall in der Innsbrucker Hofburg, als die Herrscherfamilie anlässlich der Hochzeit von Erzherzog Leopold mit Maria Ludovica von Spanien in Innsbruck weilte. Seine Gattin Maria Theresia war darüber sehr erschüttert und betrauerte ihn tief. „Zum ewigen Gedenken“ gründete sie noch im gleichen Jahr an der Todesstätte ihres Mannes das weltliche Adelige Damenstift. 
Die Stiftsdamen mussten 16 adelig geborene Ahnen sowie eine adelige Abstammung bis zur vierten Generation nachweisen können. Zudem war ein Mindestalter von 24 Jahren, die katholische Religion und ein tugendhafter Lebenswandel gefordert. Ihre Anzahl war auf 12 Damen begrenzt. Die Eröffnung des Instituts fand am 8. Dezember 1765 statt. Es hatte seinen Sitz in einem südlich an die Hofburg anschließenden Gebäude, das dafür umgebaut und erweitert wurde. Als gemeinsamer Gebetsraum diente das zur Kapelle umgebaute Sterbezimmer Kaiser Franz Stephans. Hauptaufgabe der Stiftsdamen war das Gebet für den Verstorbenen. Jeden Vormittag mussten sie an zwei Messen für ihn teilnehmen und am Abend, zur Sterbestunde des Kaisers, das Totenoffizium beten.
Die Stiftsdamen trugen schwarze Kleider, darüber ein schwarzes Mäntelchen mit weißem Hermelinbesatz und einen weißen Schleier, zudem das ovale Ordenszeichen mit einem Kreuz, an einer weiß/blauen Bandschleife. 
Sie konnten jederzeit aus dem Stift austreten, heiraten oder einem geistlichen Orden beitreten. Die Teilnahme an kulturellen Veranstaltungen sowie Spazierfahrten und Gartenfesten stand ihnen frei, hingegen war der Besuch von Maskenbällen und Komödien verboten. Gräfin Seraphine Franziska zu Leiningen-Westerburg-Neuleiningen (1810–1874), die seit 1838 der Gemeinschaft angehörte, trat beispielsweise 1860 aus und übersiedelte auf die Westerburg, um ihre geerbte Standesherrschaft im Herzogtum Nassau übernehmen zu können.
Einzige Äbtissin des Stifts war Erzherzogin Maria Elisabeth, eine Tochter Maria Theresias. Ihr Gesicht und ihr Körper waren durch die Pocken entstellt, weshalb sie ledig blieb. Wegen ihres Kropfes wurde sie „kropferte Liesl“ genannt. Sie soll als Äbtissin ausgesprochen freundlich und leutselig gewesen sein und nahm am gesellschaftlichen Leben der Stadt teil. 1805 floh sie vor den einrückenden französischen Truppen nach Wien und kehrte nicht mehr zurück.
Zur Zeit der bayerischen Besetzung von Tirol (1805–1814) ruhte das Damenstift, lebte dann aber wieder auf. Es besteht bis heute, der Tiroler Landeshauptmann ist nunmehr für die Bestellung der Stiftsdamen zuständig. Oberhaupt ist jeweils eine Dechantin.

## Gebäude

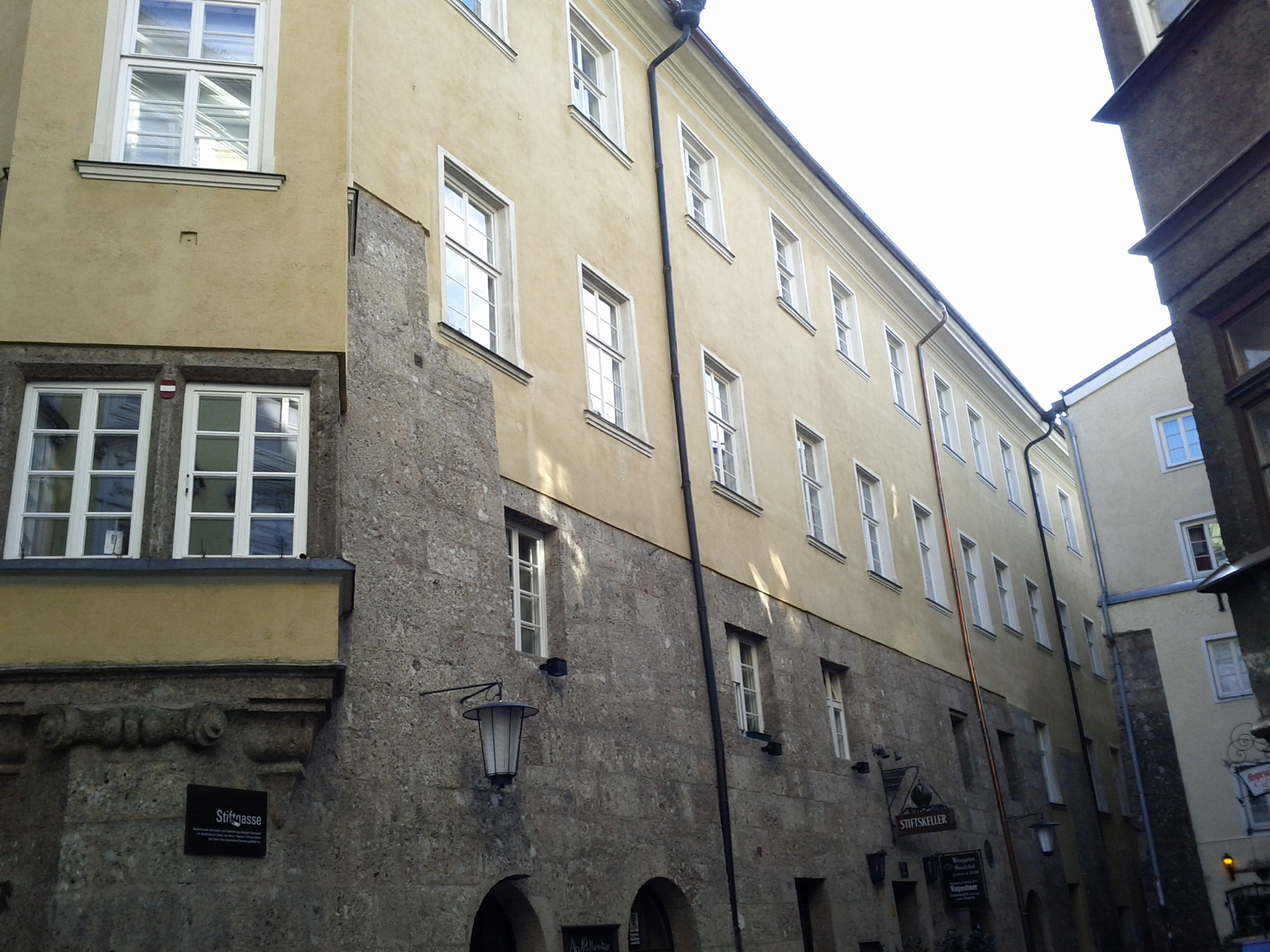
Fassade des Damenstifts zur Stiftgasse hin

Das Gebäude des Damenstifts geht auf das 1465 erstmals erwähnte „Harnaschhaus“ zurück, das im Nachlassinventar Ferdinands II. erstmals als „äußere Burg“ bezeichnet wurde und bis 1765 den südlichen Abschluss des Hofburg-Areals bildete. Es wurde im 16. Jahrhundert aufgestockt und durch Einbeziehen weiterer Häuser erweitert. Von 1769 bis 1773 wurde es abermals erweitert und umgebaut, um das adelige Damenstift zu beherbergen. Die Räume im Erdgeschoß wurden 1929–1930 nach Plänen von Clemens Holzmeister umgestaltet, der Südtrakt nach Bombenschäden 1948 neu aufgebaut.
Der viergeschoßige Komplex besteht aus einem Längstrakt mit Front zum Burggraben und Rückseite zur Stiftgasse und einem Quertrakt, der einen Innenhof umschließt und an die Hofburg und die Hofkirche mit einem Zugang zur Silbernen Kapelle anschließt. Die Fassaden zum Burggraben sind als repräsentative Barockfassaden in Anlehnung an die Hofburg gestaltet, allerdings ohne Pilaster und Attiken. Sie weisen zwei von Pfeilern flankierte Portale und Korbgitterbalkone mit schmiedeeisernen Rankengittern zwischen Vasen auf. Am Verbindungstrakt befindet sich ein Portal, das von einer Wappenkartusche mit dem Bindenschild bekrönt wird.
Im Nordtrakt hat sich weitgehend der spätgotische Mauerbestand erhalten. Der Innenhof wurde 1579 von Melchior Ritterl und Hans Maisfelder mit Architekturmalerei und Fensterumrahmungen im Stil der Spätrenaissance geschmückt. Im 1930 zum Restaurant Stiftskeller umgebauten Erdgeschoß finden sich Reste einer architektonischen Bemalung des Harnaschhauses von 1505, die Peter Sauer, einem Gesellen aus der Werkstatt von Jörg Kölderer, zugeschrieben werden.
Das Gebäude steht unter Denkmalschutz.

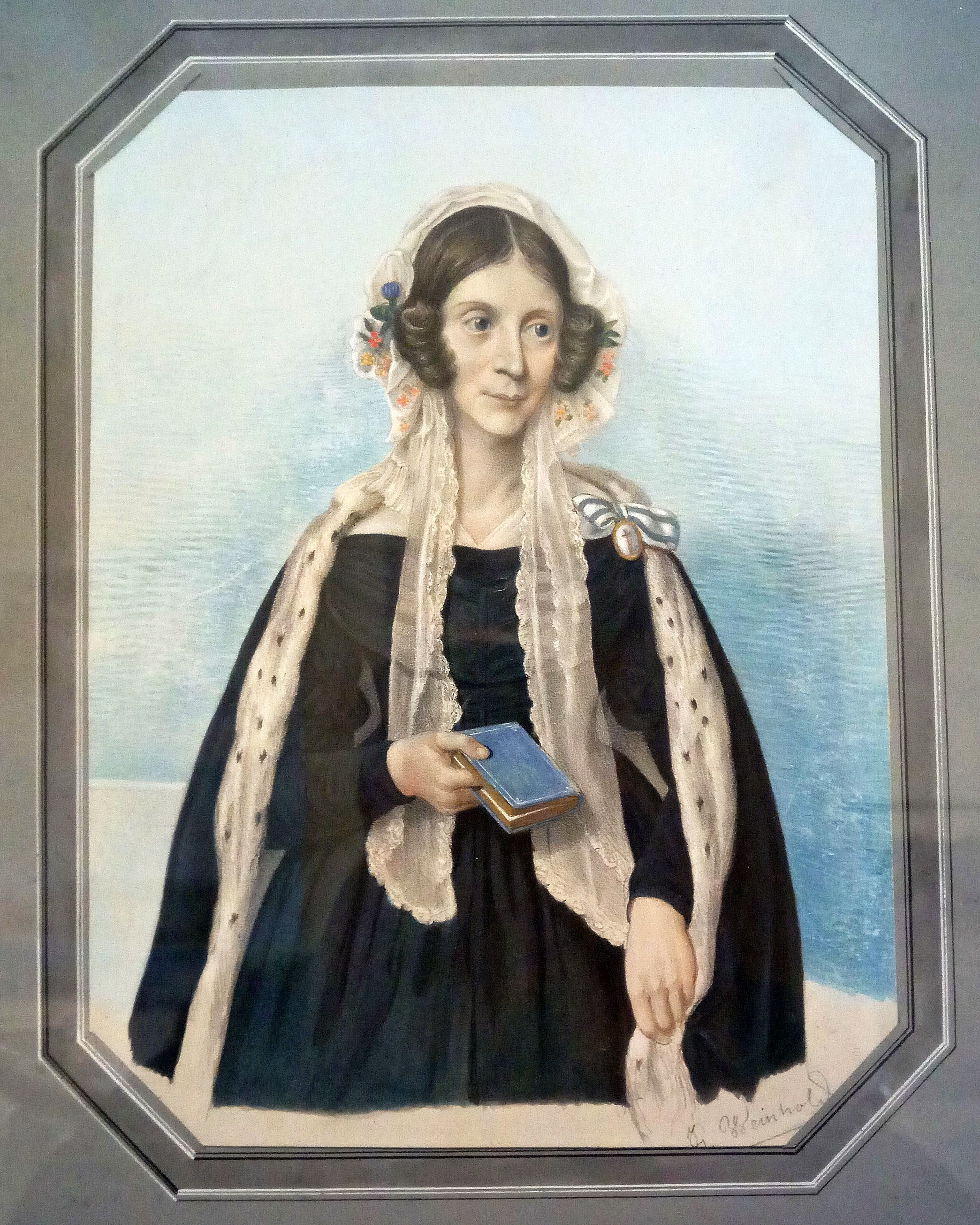
Gräfin Seraphine zu Leiningen, als Innsbrucker Stiftsdame
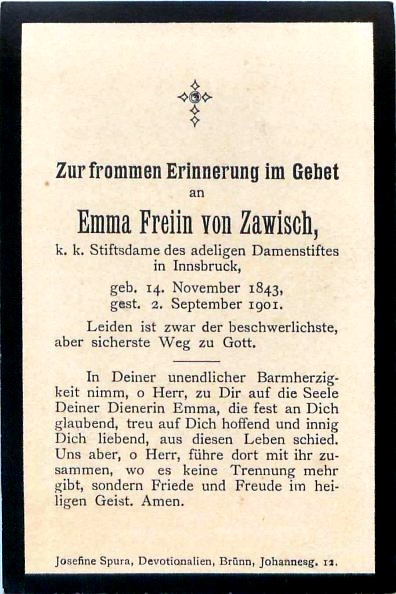
Sterbebildchen einer Innsbrucker Stiftsdame, 1901
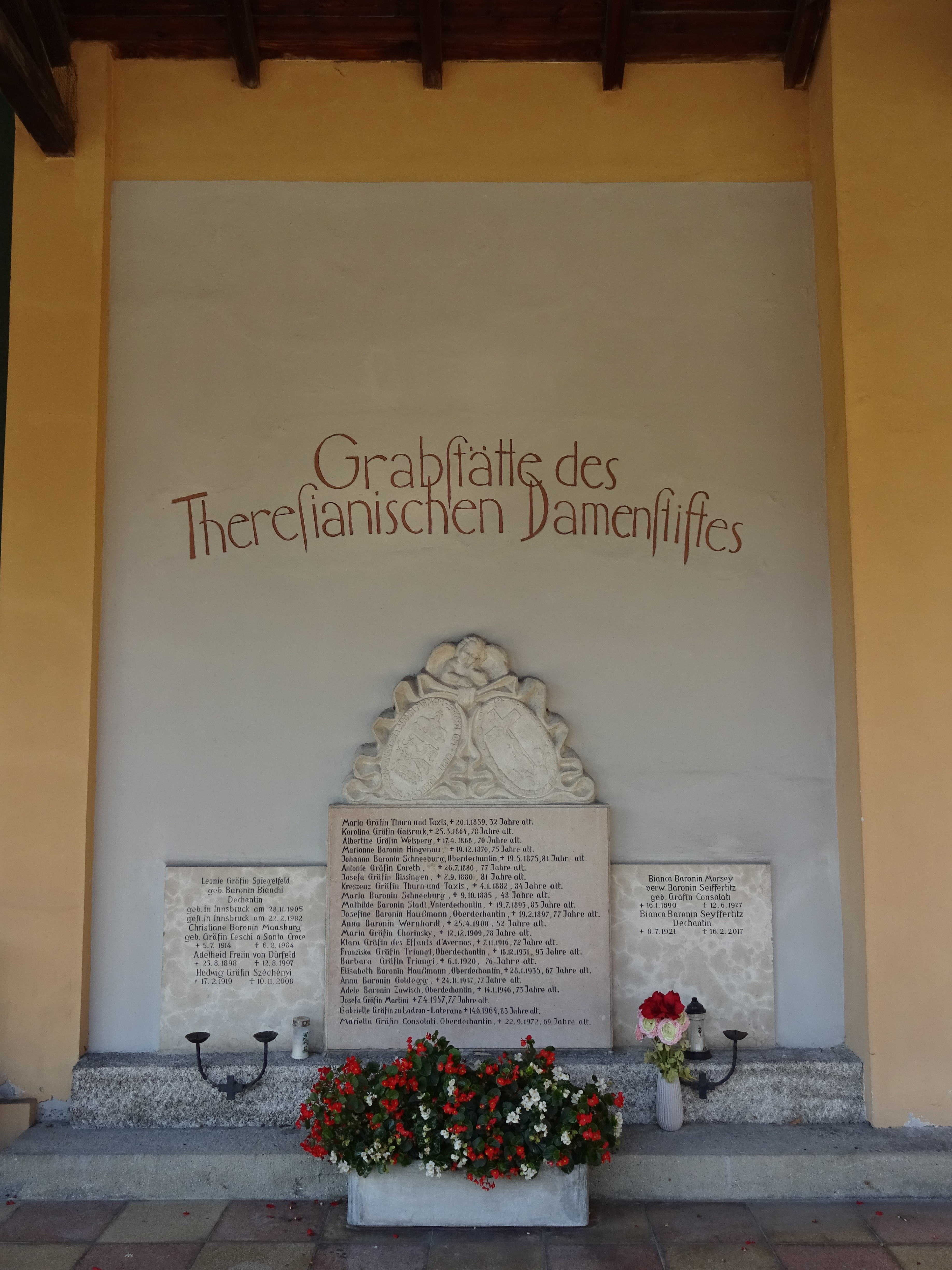
Grabstätte der Stiftsdamen auf dem Westfriedhof Innsbruck